# 自由变体选择符
自由变体选择符（FVS, Free Variant Selector）是Unicode蒙古文区段中的用于选择该码块内文字自由变体的字符。:532
蒙古文码段内的一些字符具有多种字形变体，具体显示为哪种变体，一些情况下可以依靠算法自动判断，但不能自动判断的场合就需要使用FVS来选择变体。:532
FVS的使用方法是追加于需要指定变体类型的字符之后。:532